# Hoshihananomia
Hoshihananomia este un gen de gândaci din familia Mordellidae. Există peste 40 de specii descrise în Hoshihananomia.

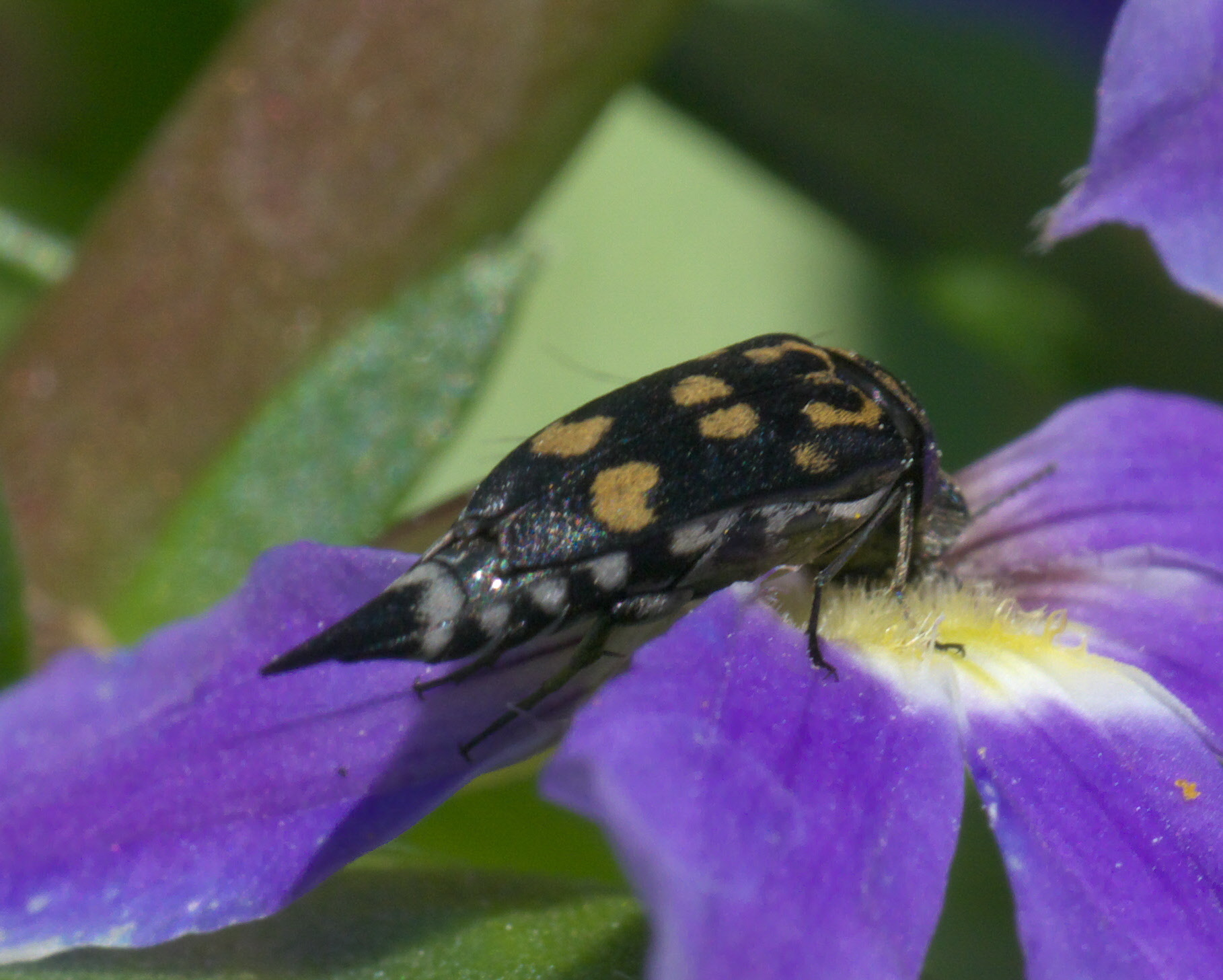
Hoshihananomia octopunctata

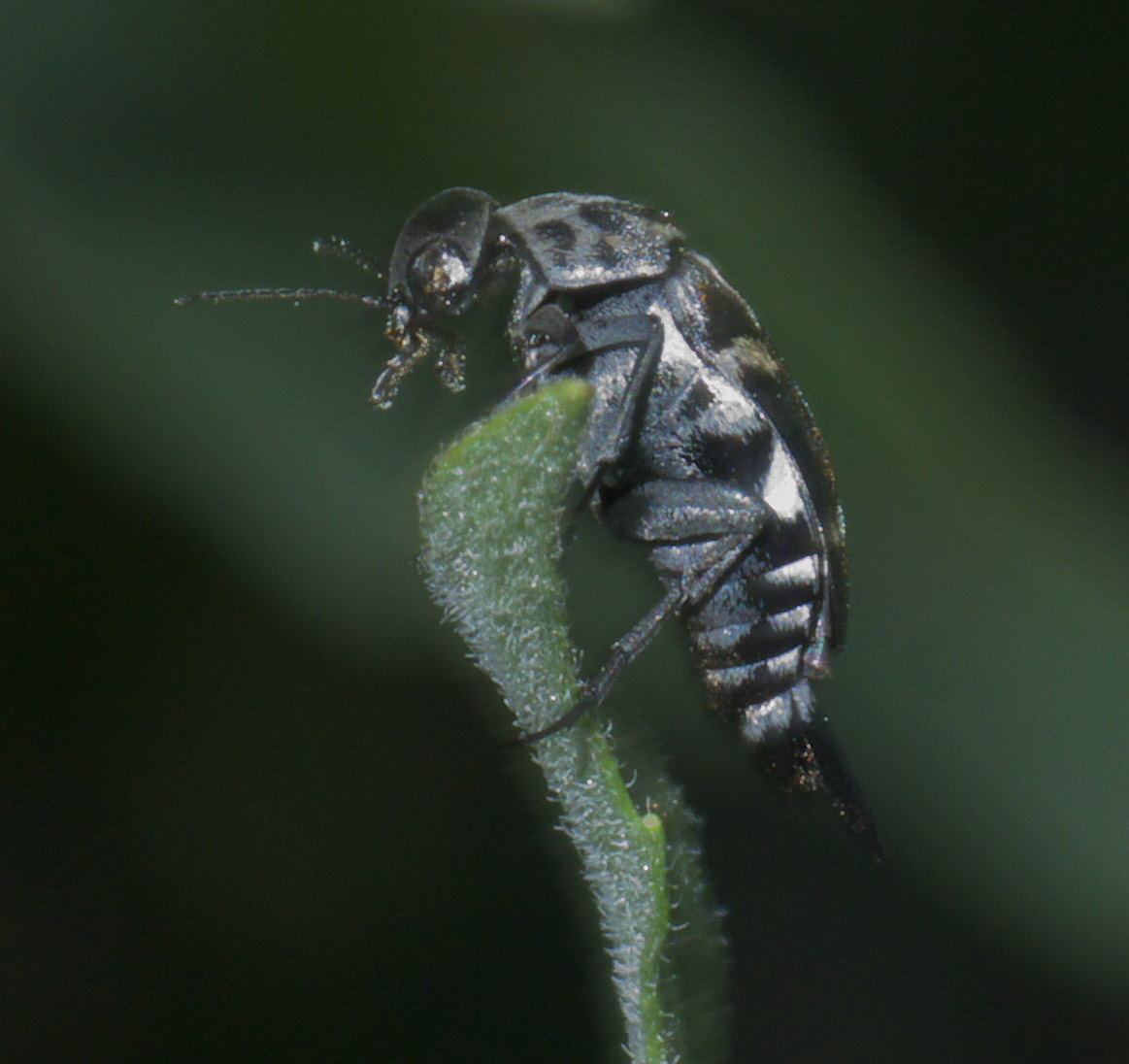
Hoshihananomia octopunctata

## Specii
Aceste 43 de specii aparțin genului Hoshihananomia:
- Hoshihananomia antaretica White, 1846
- Hoshihananomia auromaculata  g
- Hoshihananomia composita Walker, 1858 g
- Hoshihananomia elegans Maeklin, 1875
- Hoshihananomia formosana Nakane & Normura, 1950 g
- Hoshihananomia gabonica Píc, 1920
- Hoshihananomia gacognei Mulsant, 1852 g
- Hoshihananomia hononomi Kônô
- Hoshihananomia inflammata LeConte, 1862 i c g b
- Hoshihananomia katoi Nakane & Nomura, 1957 g
- Hoshihananomia kirai Nakane & Nomura, 1950 g
- Hoshihananomia kuatunensis Ermisch, 1968
- Hoshihananomia kurosai Chûjô & Nakane, 1955
- Hoshihananomia kusuii Nomura, 1975
- Hoshihananomia libanica Méquignon, 1942
- Hoshihananomia luteonotatipennis Píc, 1936
- Hoshihananomia maroniensis Pic, 1924 g
- Hoshihananomia masatakai Tsuru & Takakuwa, 2007 g
- Hoshihananomia michaelae Horák, 1986
- Hoshihananomia minuscula Nomura, 1967 g
- Hoshihananomia mitsuoi Nakane & Nomura, 1950
- Hoshihananomia nakanei Takakuwa, 1986 g
- Hoshihananomia notabilis M'Leay, 1887
- Hoshihananomia ochrothorax Nomura, 1975
- Hoshihananomia octomaculata McLeay, 1873
- Hoshihananomia octopunctata Fabricius, 1775 i c g b
- Hoshihananomia olbrechtsi Ermisch, 1952
- Hoshihananomia oshimae Nomura, 1967 g
- Hoshihananomia paolii Franciscolo, 1943
- Hoshihananomia perlata Sulzer, 1776 g
- Hoshihananomia perlineata Fall, 1907 i c g b
- Hoshihananomia picta Chevrolat, 1829 g
- Hoshihananomia pirika Kôno, 1935
- Hoshihananomia pseudauromaculata Kiyoyama, 1993 g
- Hoshihananomia pseudoelegans Franciscolo, 1952
- Hoshihananomia pseudohananomi Kiyoyama, 1993
- Hoshihananomia schoutedeni Ermisch, 1952
- Hoshihananomia signifera Ermisch, 1965
- Hoshihananomia tibialis Broun, 1880
- Hoshihananomia transsylvanica Ermisch, 1977 g
- Hoshihananomia trichopalpis Nomura, 1975
- Hoshihananomia tristis Ermisch, 1952
- Hoshihananomia ussuriensis Ermisch, 1970

Surse de date: i = ITIS, c = Catalogue of Life, g = GBIF, b = Bugguide.net